# Arbeitsgericht Augsburg

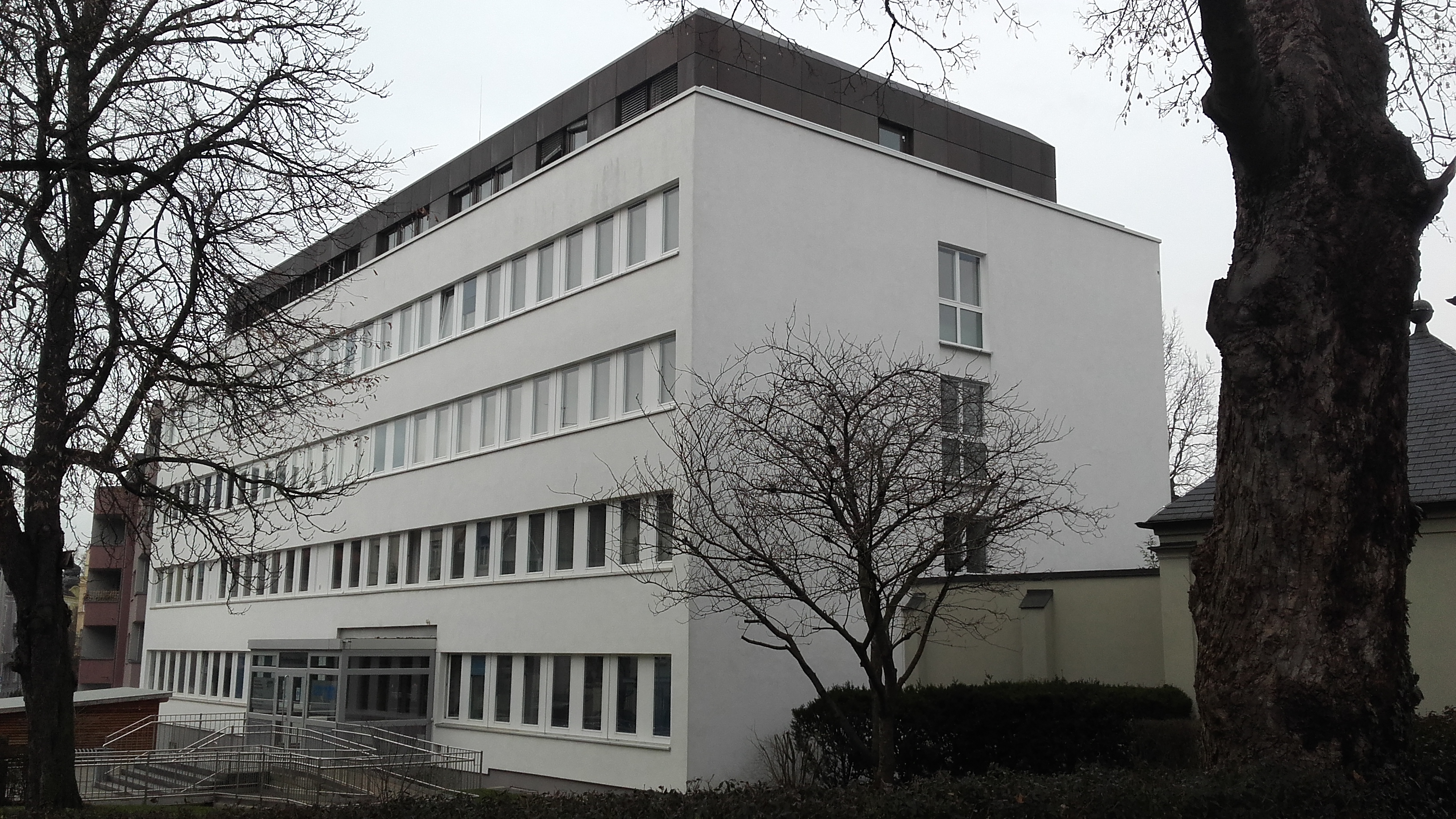
Arbeitsgericht Augsburg in der Frohsinnstraße (2021)

Das Arbeitsgericht Augsburg ist ein Gericht der Arbeitsgerichtsbarkeit und eines von elf Arbeitsgerichten im Freistaat Bayern. Das Gericht befindet sich nun nach Umzug in der Frohsinnstraße 2.
Eine Außenkammer befindet sich in Neu-Ulm. Deren Zuständigkeit erstreckt sich innerhalb des Gerichtsbezirks auf die Landkreise Günzburg und Neu-Ulm.

## Gerichtsbezirk
Der Bezirk des ArbG Augsburg erstreckt sich neben der kreisfreien Stadt Augsburg auf folgende Landkreise:
- Aichach-Friedberg
- Augsburg
- Dillingen an der Donau
- Donau-Ries
- Günzburg
- Neu-Ulm

## Instanzenzug
Rechtsmittelgericht für das Arbeitsgericht Augsburg ist das Landesarbeitsgericht München.

## Geschichte
Gemäß Arbeitsgerichtsgesetz vom 23. Dezember 1926 wurden in Deutschland Arbeitsgerichte gebildet. Diese waren nur in der ersten Instanz organisatorisch selbstständige Gerichte, die Landesarbeitsgerichte waren den Landgerichten zugeordnet. Am Landgericht Augsburg entstand so 1927 das Landesarbeitsgericht Augsburg als eines von 23 Landesarbeitsgerichten in Bayern. In Augsburg entstand das Arbeitsgericht Augsburg als eines von zwölf Arbeitsgerichten des Landesarbeitsgerichts. Sein Sprengel umfasste den Gerichtsbezirk des Amtsgerichtes Augsburg und des Amtsgerichtes Friedberg. Es bestand eine allgemeine Kammer für Arbeiter und Angestellte und eine Kammer für das Handwerk. Daneben bestand eine Angestelltenkammer für den Landesarbeitsamtsbezirk und eine Eisenbahnfachkammer für den Direktionsbezirk der Reichsbahndirektion Augsburg.
Bereits 1929 wurde die Zahl der Arbeitsgerichte deutlich reduziert. Der Sprengel des Arbeitsgerichts Augsburg vergrößerte sich um die Gerichtsbezirke der Amtsgerichte Aichach, Burgau, Schwabmünchen, Wertingen und Zusmarshausen, da die Arbeitsgerichte Aichach, Burgau, Schwabmünchen, Wertingen und Zusmarshausen aufgehoben wurden.
Nach der Besetzung Deutschlands durch die Alliierten wurden 1945 zunächst alle Gerichte geschlossen. Die ordentlichen Gerichte wurden schon bald wieder eröffnet, während die Arbeitsgerichte zunächst nicht wieder eingerichtet wurden, so dass arbeitsgerichtliche Streitigkeiten von den ordentlichen Gerichten erledigt werden mussten. Gemäß Kontrollratsgesetz 21 vom 30. März 1946 sollten in Deutschland Arbeitsgerichte aufgebaut werden. Mit dem bayerischen Vollzugsgesetz vom 6. Dezember 1946 richtete das Staatsministerium für Arbeit und Sozialordnung am 30. Januar 1947 die Arbeitsgerichte wieder ein. Das Arbeitsgericht Augsburg entstand dabei neu.